# Somme-Leuze
Somme-Leuze (in vallone Some-Leuze) è un comune belga di 4 732 abitanti situato nella provincia vallona di Namur.